# Corallium tricolor
Corallium tricolor är en korallart som först beskrevs av Johnson 1899.  Corallium tricolor ingår i släktet Corallium och familjen Coralliidae. Inga underarter finns listade i Catalogue of Life.